# Xylotrechus takakuwai
Xylotrechus takakuwai là một loài bọ cánh cứng trong họ Cerambycidae.